# Andreas Stauff
Andreas Stauff es un ciclista alemán nacido el 22 de enero de 1987 en Frechen. Actualmente es corredor del equipo sudafricano de categoría profesional continental, MTN-Qhubeka.
Se convirtió en profesional en 2006 con el equipo alemán Team Wiesenhof Akud, ascendiendo a la élite del ciclismo en el 2010 al fichar por el Quick Step, tras destacar en el Tour del Porvenir 2009 donde además de ganar una etapa se hizo con la clasificación por puntos al quedar entre los cinco primeros en otras tres etapas.

## Palmarés
2009
- 2 etapas del Tour de Thüringe
- 1 etapa del Tour del Porvenir

## Resultados en las grandes vueltas

### Vuelta a España
- 2010 : 145.º

## Equipos
- Team Wiesenhof Akud (2006)[3]
- AKUD-Rose (2007)
- Continental Team Milram (2008)
- FC Rheinland-Pfalz/Saar Maguncia (2009)[4]
- Team Kuota-Indeland (2009)[5]
- Quick Step (2010-2011)
  - Quick Step Cycling Team (2010)
  - Quick Step (2011)
- Team Eddy Merckx-Indeland (2012)[6]
- MTN-Qhubeka (2013-2015)